# Odynerus angustior
Odynerus angustior är en stekelart som beskrevs av Edward Saunders entomologist  1905. Odynerus angustior ingår i släktet lergetingar, och familjen Eumenidae. Inga underarter finns listade i Catalogue of Life.